# Gruta da Barca (Candelária)
A Gruta da Barca (Candelária) é uma gruta portuguesa localizada na freguesia da Candelária, concelho da Madalena do Pico, ilha do Pico, arquipélago dos Açores.